# Vasiljevići (Nikšić)
Pour les articles homonymes, voir Vasiljevići.
Vasiljevići (en serbe cyrillique: Васиљевићи) est un village de l'ouest du Monténégro, dans la municipalité de Nikšić.

## Démographie

### Évolution historique de la population[1]
| 1948 | 1953 | 1961 | 1971 | 1981 | 1991 | 2003 |
| ---- | ---- | ---- | ---- | ---- | ---- | ---- |
| 133  | 142  | 158  | 160  | 175  | 158  | 161  |